# Greville Wynne
Greville Maynard Wynne (19 de março de 1919 – 28 de fevereiro de 1990) foi um engenheiro e empresário britânico recrutado pelo MI6 por causa de suas viagens frequentes à Europa Oriental. Ele atuou como mensageiro para transportar informações ultrassecretas para Londres do agente soviético Oleg Penkovsky.
Wynne e Penkovsky foram presos pela KGB em novembro de 1962, quando algumas das informações que seus esforços produziram foram de assistência ao Ocidente durante a Crise dos mísseis de Cuba. Eles foram condenados por espionagem. Penkovsky foi executado no ano seguinte e Wynne foi sentenciado a oito anos de prisão. Ele foi detido na prisão de Lubianka. Lutando contra a deterioração da saúde, ele foi libertado em 1964 em troca do espião soviético Konon Molody.

## Vida pregressa
Wynne nasceu em Wrockwardine Wood, Telford, Shropshire, Inglaterra, filho único (um irmão mais velho morreu com um ano de idade em 1915; ele tinha três irmãs mais velhas) de Ethelbert Wynne e Ada, nascida Pritchard. Ele foi criado em Ystrad Mynach, Gales do Sul, com uma "origem modesta". Seu pai era capataz em uma oficina de engenharia. Ele lutou contra a dislexia e deixou a escola aos 14 anos para trabalhar para um empreiteiro elétrico. Ele então trabalhou em uma fábrica de telefones como aprendiz. Antes da Segunda Guerra Mundial, ele estudou engenharia em meio período na Universidade de Nottingham. Depois da guerra, ele negociou equipamentos elétricos, viajando frequentemente pela Europa e Índia. Wynne se casou com Sheila Beaton em 1946; o casal teve um filho, Andrew, nascido em 1952. Seus negócios se estenderam para os países do Bloco de Leste a partir de 1955.

## MI6
Em novembro de 1960, Wynne foi recrutado pelo MI6 e convidado a fazer uma viagem de vendas a Moscou, onde fez contato com Oleg Penkovsky, um oficial de alta patente da GRU. Penkovsky havia feito ofertas para espionar para o Ocidente. Wynne mais tarde se tornou um intermediário e mensageiro de Penkovsky, contrabandeando inteligência soviética ultrassecreta para Londres em seu retorno de suas frequentes viagens à União Soviética.
As atividades de espionagem de Wynne e Penkovsky foram descobertas pela KGB. Ambos os homens foram presos em novembro de 1962, na época da Crise dos mísseis de Cuba. Wynne e Penkovsky se declararam culpados em 7 de maio de 1963 e foram sentenciados quatro dias depois. Wynne foi sentenciado a oito anos de prisão. Penkovsky foi sentenciado à morte e executado por pelotão de fuzilamento, embora Wynne acreditasse que ele morreu por suicídio na prisão.
Wynne foi mantido em Lubianka. Em abril de 1964, em meio às preocupações britânicas com a deterioração de sua saúde, Wynne foi libertado em troca do espião soviético Konon Molody (também conhecido como Gordon Lonsdale).

## Vida posterior e morte
Após sua libertação, Wynne retornou à sua carreira empresarial. Ele e sua esposa Sheila se divorciaram e ele se afastou de seu único filho, Andrew. Em 1970, Wynne se casou com Johanna Herma Van Buren. Els se separaram alguns anos antes de sua morte, mas ainda estavam legalmente casados quando ele morreu.
Em 23 de maio de 1966, ele apareceu como ele mesmo em um episódio da série de televisão americana To Tell the Truth, recebendo dois dos quatro votos possíveis.
Wynne lutou contra a depressão e o alcoolismo após a prisão. Ele morreu de câncer de garganta no Cromwell Hospital em Londres em 28 de fevereiro de 1990, aos 70 anos.

## Perguntas sobre o trabalho no MI5 antes de Penkovsky
Mais tarde, Wynne escreveu dois livros sobre seu trabalho para a inteligência britânica: The Man from Moscow (1967) e The Man from Odessa (1981). Nesses livros, Wynne alegou ter sido recrutado pelo MI5 já na Segunda Guerra Mundial, muito antes de seu trabalho com Penkovsky. Historiadores questionam esse relato. Os autores de The Spy Who Saved the World escreveram que Wynne "não tinha experiência ou treinamento prévio em inteligência". Outros fizeram avaliações semelhantes, afirmando que Wynne era um civil na época de seu recrutamento pelo MI6 em 1960.

## Representação na cultura popular
- Wynne foi retratado por David Calder na série de televisão da BBC de 1985, Wynne and Penkovsky.[16]
- Ele foi interpretado por Peter Lindford no docudrama Nuclear Secrets da BBC Television de 2007.[17]
- Ele foi interpretado por Benedict Cumberbatch no filme de 2021 O Espião Inglês.[16]